# Olga Anatoljewna Karlowa
Olga Anatoljewna Karlowa, geboren Tschmychalo, (russisch Ольга Анатольевна Карлова, урожд. Чмыхало; * 14. Mai 1957 in Abakan) ist eine sowjetische bzw. russische Philosophin, Kulturologin und Hochschullehrerin.

## Leben
Karlowa, Tochter des Schriftstellers Anatoli Tschmychalo, studierte Philosophie am Krasnojarsker Staatlichen Pädagogik-Institut mit Abschluss 1978.
Darauf arbeitete Karlowa als Instrukteurin der Abteilung für Propaganda und Agitation des Zentralen Komsomol-Rajonkomitees der Stadt Krasnojarsk und leitete das Informationsmethodologie-Zentrum. Sie organisierte 1981 die Lektorengruppe der Propaganda- und Agitationsabteilung des Komsomol-Regionalkomitees und leitete sie dann.
An der Akademie für Sozialwissenschaften beim Zentralkomitee der KPdSU in Moskau absolvierte Karlowa 1987–1990 beim Kandidaten der pädagogischen Wissenschaften A. N. Tschiwy die Aspirantur. Ihre Dissertation über die sowjetische Literatur und die humanistische Konzeption der Gegenwart verteidigte sie 1990 mit Erfolg für die Promotion zur Kandidatin der philologischen Wissenschaften. Ihre offiziellen Opponenten waren Doktor der philologischen Wissenschaften W. I. Woronow und Kandidat der philologischen Wissenschaften W. W. Dementjew.
Ab 1990 lehrte Karlowa an der Krasnojarsker Staatlichen Universität mit Ernennung zur Dozentin 1993 und leitete den Lehrstuhl für ästhetische Bildung. Daneben war sie 1995–1997 Assistentin des Direktors für Öffentlichkeitsarbeit der Krasnojarsker Filiale einer Bank und leitete 1997–1999 die Öffentlichkeitsarbeit der Krasnojarsker Stadtverwaltung. Sie leitete 1999–2000 den Lehrstuhl für Kulturtheorie und -geschichte und vertrat den Dekan der Fakultät für Kunstgeschichte und Kulturologie. Von 2000 bis 2003 war sie Direktorin und Hauptredakteurin der Redaktion Städtische Neuigkeiten.
Karlowa verteidigte 2001 an der nach Michail Reschetnjow benannten Sibirischen Staatlichen Luft- und Raumfahrt-Akademie in Krasnojarsk ihre Doktor-Dissertation über die gnoseologischen und ontologischen Grundlagen des Mythos und des mythologischen Bewusstseins mit Erfolg für die Promotion zur Doktorin der philologischen Wissenschaften. Seit 2003 ist sie Professorin des Lehrstuhls für Kulturtheorie und sozial-kulturelle Tätigkeiten der Krasnojarsker Universität.
Die Mythen, der Dialog und der Mechanismus der Organisation der Öffentlichkeit in der öffentlichen Politik der lokalen Mächte blieben Forschungsschwerpunkte Karlowas.
Von 2003 bis 2004 war Karlowa Direktorin für Öffentlichkeitsarbeit der Rosbank. Von Oktober 2004 bis Juli 2008 war sie erst Gouverneursberaterin und dann Vizegouverneurin der Region Krasnojarsk. Im Juli 2008 wurde sie Vizegouverneurin und Vizevorsitzende der Regierung der Region Krasnojarsk für soziale Fragen mit Bestätigung 2010 und 2012. Im August 2012 wurde sie unter Missachtung gesetzlicher Regeln Rektorin der Krasnojarsker Staatlichen Astafjew-Pädagogik-Universität, was einen Skandal auslöste. Das Amt gab sie im März 2014 offiziell aus Gesundheitsgründen wieder auf. Von Dezember 2014 bis Juni 2016 war sie Vizebürgermeisterin für soziale Fragen der Stadt Krasnojarsk.
Karlowas älterer Bruder ist der Philologe Boris Tschmychalo.